# Fight Club 2
Fight Club 2 (ang. Fight Club 2) – amerykańska seria komiksowa autorstwa Chucka Palahniuka (scenariusz) i Camerona Stewarta (rysunki), będąca kontynuacją powieści Podziemny krąg Palahniuka. Licząca 10 zeszytów seria ukazywała się jako miesięcznik nakładem wydawnictwa Dark Horse Comics od maja 2015 do marca 2016. Po polsku w tej samej formie wydawnictwo Niebieska Studnia wydało ją od czerwca 2015 do maja 2016.

## Fabuła
Dziesięć lat od zakończeniu wydarzeń w Podziemnym kręgu historia znów jest opowiadana z perspektywy szalonego Tylera Durdena, gnieżdżącego się w świadomości Sebastiana. Główny bohater pracuje w biurze firmy zbrojeniowej i żyje w dysfunkcyjnym związku z Marlą, z którą ma syna. Chcąc urozmaicić nudne życie Marla podmienia lekarstwa Sebastianowi, by wywołać w nim osobowość Tylera i mieć z nim "romans". Jednak Tyler wymyka się spod kontroli i wywołuje chaos – zamierza spalić cały świat. Na początek wywołuje pożar w rodzinnym domu.